# Yvonne Svanström
Yvonne Svanström, född 1965, är professor i ekonomisk historia vid Stockholms universitet. Sedan 2020 är hon även dekanus för samhällsvetenskaplig fakultet, vid samma universitet och sedan 2022 även vice rektor.
Hon disputerade år 2000 på en avhandling om reglementerad prostitution i  Stockholm under 1800-talet. En utökad, populariserad studie gavs ut på Ordfront förlag 2006.
Hennes forskning berör social- och ekonomiskhistoriska frågor. Sedan 2019 leder hon forskningsprojektet Mellan fritt och ofritt arbete: Arbetsmarknadsrelationer och välfärdssamhälle i Sverige 1880–2020, finansierat av Vetenskapsrådet.
År 2001 utsågs hon till årets lärare vid Stockholms universitet.

## Publikationer i urval
- Policing Public Women: The Regulation of Prostitution in Stockholm 1812–1880. Stockholm: Atlas Akademi 2000. ISBN 9189044754.
- Femininiteter, maskuliniteter och kriminalitet, Studentlitteratur AB 2003. ISBN 914403055X.
- Än män då? Kön och feminism i Sverige under 150 år, Bokförlaget Atlas 2004. ISBN 9173891282.
- Offentliga kvinnor: prostitution i Sverige 1812–1918, Ordfront förlag 2006. ISBN 9170371881.
- Sedligt, renligt, lagligt: prostitution i Norden 1880–1940, Makadam förlag 2007. ISBN 9170610401.